# D'Alcantara

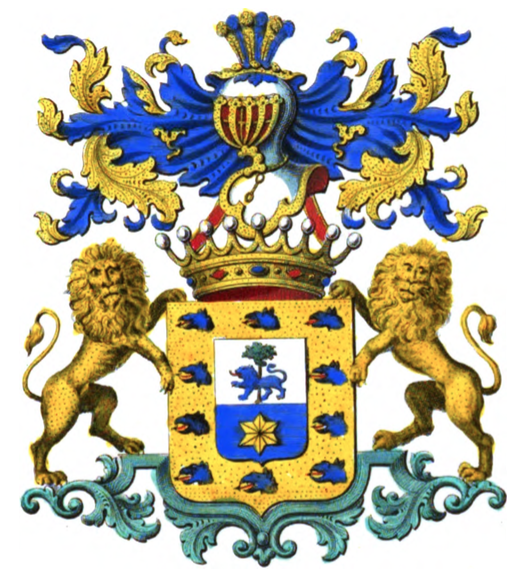
Wapen van de familie d'Alcantara

D'Alcantara, ook D'Alcantara de Querrieu, is een Belgische adellijke familie.

## Genealogie
- Emmanuel-Antoine d'Alcantara (1764-1833), x Alexandrine de Reuser.
  - Alexandre-Ernest d'Alcantara (1791-1842), x Marie-Ghislaine d'Ardembourg de Gibecq. Hij was majoor bij de infanterie.
    - Alexandre-Achille d'Alcantara (zie hierna).

  - Emmanuel d'Alcantara (zie hierna).
  - Pierre d'Alcantara (zie hierna).

## Alexandre d'Alcantara
- Alexandre Achille Octave d'Alcantara (Bergen, 20 maart 1825 - Brussel, 11 februari 1908) trouwde in 1851 in Doornik met Marie-Dorothée de Malet de Coupigny (Mechelen, 17 december 1829 - Brussel, 21 februari 1876). Hij werd in 1852 erkend in de erfelijke adel, met erkenning van de titel graaf, overdraagbaar bij eerstgeboorte.
  - Fernand d'Alcantara (1852-1910) trouwde in 1893 met Herminie de Villers (1850-1931), weduwe van Armand Coenen. Het huwelijk bleef kinderloos, zodat bij zijn dood deze familietak uitdoofde.

## Emmanuel d'Alcantara
- Emmanuel Joseph Sanche d'Alcantara (Fleurus, 24 december 1795 - Brussel, 31 augustus 1859) was kapitein in het leger van het Verenigd Koninkrijk der Nederlanden. Daarna was hij kolonel van de Burgerwacht in Gent. In 1842 werd hij erkend in de erfelijke adel en dit met de titel graaf, overdraagbaar bij eerstgeboorte. Hij trouwde in Gent in 1821 met Cécile Huyttens (1785-1825) en in 1831 met Albertine de Calonne Courtebourne (1793-1872).
  - Anatole d'Alcantara (1832-1899) trouwde in 1850 met barones Pauline de Villegas de Pellenberg (1830-1890) en na haar dood met Eugénie Herbet. Hij had een enige dochter, zodat bij zijn dood ook deze familietak uitdoofde.

## Pierre d'Alcantara
- Pierre Octave d'Alcantara (Fleurus, 26 maart 1805 - Lembeke, 10 november 1878) trouwde in Gent in 1837 met Ernestine Schamp d'Aveschoot (1807-1874). Ze hadden vijf kinderen. Hij werd in 1842 erkend in de erfelijke adel met de titel ridder, overdraagbaar op alle mannelijke afstammelingen en in 1852 kreeg hij de titel graaf, overdraagbaar bij eerstgeboorte.
  - Stephan d'Alcantara (1840-1912) trouwde met barones Leopoldone Scherpenzeel-Heusch (1834-1920). Ze bleven kinderloos.
  - Adhémar d'Alcantara (1841-1918), diplomaat, kreeg de titel graaf, overdraagbaar op alle afstammelingen. Hij trouwde met Madeleine de Gaudechart (1847-1920) en ze kregen zes kinderen.
    - Carlos d'Alcantara (1869-1926), burgemeester van Lembeke, trouwde met Claire Catteau (1872-1927). Ze kregen vijf zoons. Ze weken uit naar Montreal (Canada). Hun zoons werden er geboren en stierven er. Ze hebben afstammelingen tot heden.
    - Gonzalve d'Alcantara (1874-1953), burgemeester van Lembeke, trouwde met Odette Hervé de Saint-Gilles (1887-1961).
      - Nathalie d'Alcantara (1914-2007), trouwde met Jean-Charles Snoy et d'Oppuers (1907-1991).
      - Adhémar d'Alcantara (1920-2012), kabinetschef van de eerste minister, minister van Middenstand, volksvertegenwoordiger, burgemeester van Lembeke, trouwde met Loïcke Brasier de Thuy (1923-2014). Met afstammelingen tot heden.

  - Alvar d'Alcantara (1850-1906), trouwde met Marie-Thérèse de Godechart (1853-1916).
    - Juan (Jean) d'Alcantara de Querrieu (1879-1945) trouwde met barones Marie-Lucie t'Kint de Roodenbeeke (1885-1929).
      - Pierre d'Alcantara de Querrieu (1907-1944), verzetslid, gedeporteerd en overleden.